# Prithvipur
Prithvipur é uma cidade e uma nagar panchayat no distrito de Tikamgarh, no estado indiano de Madhya Pradesh.

## Demografia
Segundo o censo de 2001, Prithvipur tinha uma população de 22,542 habitantes. Os indivíduos do sexo masculino constituem 53% da população e os do sexo feminino 47%. Prithvipur tem uma taxa de literacia de 50%, inferior à média nacional de 59.5%: a literacia no sexo masculino é de 60% e no sexo feminino é de 39%. Em Prithvipur, 18% da população está abaixo dos 6 anos de idade.